# Wykroczenie skarbowe
Wykroczenie skarbowe – zgodnie z art. 53 § 3 ustawy z dnia 10 września 1999 r. Kodeks karny skarbowy (Dz.U. z 2025 r. poz. 633) (zwany dalej KKS), czyn zabroniony przez kodeks pod groźbą kary grzywny określonej kwotowo, jeżeli kwota uszczuplonej lub narażonej na uszczuplenie należności publicznoprawnej albo wartość przedmiotu czynu nie przekracza pięciokrotnej wysokości minimalnego wynagrodzenia w czasie jego popełnienia. Wykroczeniem skarbowym jest także inny czyn zabroniony, jeżeli kodeks tak stanowi.
Ta pięciokrotna wysokość minimalnego wynagrodzenia w KKS to tzw. ustawowy próg.

## Karalność wykroczeń skarbowych
Zgodnie z art. 47 § 1 KKS karą za wykroczenia skarbowe jest kara grzywny określona kwotowo. § 2 stanowi, ze środkami karnymi są:
1. dobrowolne poddanie się odpowiedzialności,
2. przepadek przedmiotów,
3. ściągnięcie równowartości pieniężnej przepadku przedmiotów.

## Granice karalności wykroczeń skarbowych
- Art. 48 § 1 KKS informuje, że kara grzywny w przypadku wykroczeń skarbowych może być wymierzona w granicach od jednej dziesiątej do dwudziestokrotnej wysokości minimalnego wynagrodzenia, chyba że kodeks stanowi inaczej.
- § 2 tego artykułu stanowi, że mandatem karnym w przypadku wykroczenia skarbowego można nałożyć karę grzywny w granicach nieprzekraczających podwójnej wysokości minimalnego wynagrodzenia.
- Natomiast § 3 informuje, iż wyrokiem nakazowym można wymierzyć karę grzywny w granicach nieprzekraczających dziesięciokrotnej wysokości minimalnego wynagrodzenia.

Wymierzając karę grzywny lub nakładając ją mandatem karnym, sąd lub organ prowadzący postępowanie przygotowawcze, uwzględnia także stosunki majątkowe i rodzinne sprawcy oraz jego dochody i możliwości zarobkowe.

## Postępowanie w sprawach o wykroczenia skarbowe
- postępowanie mandatowe w sprawach o wykroczenia skarbowe prowadzone, gdy osoba sprawcy i okoliczności popełnienia wykroczenia skarbowego nie budzą wątpliwości,
- dochodzenie, które ogranicza się do przesłuchania podejrzanego oraz w razie potrzeby także innych czynności w zakresie niezbędnym do wniesienia aktu oskarżenia albo innego zakończenia postępowania (art. 152 kks).